# Detrito (ecologia)
In genere, la parola detrito indica roccia frammentata dall'erosione. In tal caso, si parlerà di detriti fluviali o anche glaciali.
In senso secondario, in ecologia, il detrito è costituito da materia organica particolata non vivente, in contrasto con la materia organica dissolta. È costituito dai corpi degli organismi morti o da parti di organismi, come per esempio le foglie morte e materiale fecale. Il detrito è normalmente colonizzato da comunità di microrganismi che lo decompongono o lo rimineralizzano. Negli ecosistemi terrestri, il termine si riferisce alla lettiera di foglie del suolo, mentre in quelli acquatici si riferisce alle particelle in sospensione nell'acqua. Con il plancton, è un importante costituente del seston e può anche accumularsi alla base della colonna d'acqua.